# Styloceras
Styloceras es un género de   plantas   perteneciente a la familia Buxaceae.  Comprende 7 especies descritas y de estas, 6 aceptadas.

## Taxonomía
El género fue descrito por Kunth ex A.Juss. y publicado en De Euphorbiacearum Generibus Medicisque earumdem viribus tentamen, tabulis aeneis 18 illustratum 53. 1824. La especie tipo es: Styloceras kunthianum A. Juss.   

## Especies aceptadas
A continuación se brinda un listado de las especies del género Styloceras aceptadas, ordenadas alfabéticamente. Para cada una se indica el nombre binomial seguido del autor, abreviado según las convenciones y usos.
- Styloceras brokawii A.H. Gentry & R.B. Foster
- Styloceras columnare Müll. Arg.
- Styloceras connatum Torrez & P. Jørg.
- Styloceras kunthianum A. Juss. - limoncillo de cachos, sapanque de Quito.[3]
- Styloceras laurifolium (Willd.) Kunth
- Styloceras penninervium A.H. Gentry & G.A. Aymard